# 呉世根
オ・セグン（朝鮮語: 오세근、英語: Oh Sekeun、男性：1987年5月20日 - ）は、大韓民国出身のバスケットボール選手。中央大学校卒業。安養KGC人参公社所属。

## 来歴
学生ながら韓国A代表に選出され、北京オリンピック世界最終予選で初出場。
2009年アジア選手権にも出場。1ゲーム平均10.6得点6.2リバウンドを決めるが、チームは25回で初めて準決勝を逃し7位に終わる。7位決定戦のフィリピン戦では31得点10リバウンドを記録。
2011-2012シーズンのKBL新人ドラフトにて安養KGC人参公社全体1位で指名され入団し、ルーキーシーズンよりリーグ優勝。